# Matt Lytle
Pour les articles homonymes, voir Lytle.
(en) Statistiques sur pro-football-reference
Matthew Robert Lytle (né le 4 septembre 1975 à Lancaster) est un joueur américain de football américain.

## Carrière

### Université
Lytle étudie à l'université de Pittsburgh, jouant avec les Panthers dans l'équipe de football américain.

### Professionnel

#### Débuts
Matt Lytle n'est sélectionné par aucune équipe lors du draft de la NFL de 1999. Il fait une saison sans club avant de jouer avec les Allemands des Fire du Rhein, jouant en NFL Europe durant l'inter-saison avant celle de 2000. Il remporte avec les Fire le World Bowl VIII.

#### Arrivée en NFL
Repéré avec sa victoire en NFL Europe, Lytle signe avec les Seahawks de Seattle le 28 août 2000. Ses premiers pas en National Football League se font le 22 octobre 2000 contre les Raiders d'Oakland, match que les Seahawks perdent 31-3. Il ne réalise aucun fait de jeu. Il fait partie de l'équipe lors de la victoire contre les Chargers de San Diego le 5 novembre mais là non plus il ne réalise aucune passe.
Peu de temps après, il est libéré et signe avec l'équipe d'entrainement des Seahawks.

#### Panthers de la Caroline

##### Pré-saison 2001
Le 4 décembre 2000, Matt signe avec l'équipe d'entrainement des Panthers de la Caroline et intègre plus tard l'équipe active après la blessure de Jason Peter. Néanmoins, il ne joue aucun match avec les Panthers en 2000.
Le premier match de Lytle avec la franchise de Caroline se fait le 18 août 2001 lors d'un match de pré-saison contre les Patriots de la Nouvelle-Angleterre. Les Panthers s'inclinent 23-8 et Lytle tente sa première passe, lançant à Jim Turner mais la passe n'arrive pas à destination. Malgré cette déconvenue, Lytle permet à son équipe de remporter le dernier match de pré-saison le 31 août contre les Browns de Cleveland. À cinq minutes du terme, le joueur des Browns Andre King, réussit à marquer un touchdown en retournant un kickoff (coup d'envoi) de quatre-vingt-dix yards. Après cela, Lytle fait une passe à Dialleo Burks qui permet de marquer un touchdown de cinquante-neuf yards. Il termine le match avec cinq passes réussis sur huit tentées pour 114 yards et un touchdown, permettant aux Panthers de l'emporter 23-20.

##### Saison 2001
Lytle est nommé troisième quarterback des Panthers pour la saison derrière Chris Weinke et Dameyune Craig. Le 4 novembre 2001, Lytle joue son premier match officiel avec la Caroline après la blessure à l'épaule de Weinke et celle au pied de Craig.  Il joue les six dernières minutes du match et réussit deux passes sur quatre pour sept yards mais se fait sacké à deux reprises, causant une perte de treize yards sur les deux sacks. Finalement, les Panthers perdent 23-6.
La semaine suivante, Lytle est titularisé pour la première et seule fois de sa carrière contre les Rams de Saint-Louis. Il réalise un match très moyen; pourtant il réalise quinze passes sur vingt-cinq tentées mais se fait intercepter deux passes par Kim Herring et Aeneas Williams. Il réalise aussi une seule passe pour touchdown (la seule de sa carrière en NFL), une passe de quatre yards pour Kris Mangum mais les Panthers s'inclinent 48-13.
Lytle revient sur le terrain le mois suivant contre les Saints de La Nouvelle-Orléans, ne tentant qu'une seule passe qui est intercepté par le cornerback Fred Thomas. La Caroline perd 27-23. Lors de la off-season, la Caroline fait une offre à Lytle pour qu'il devienne un agent libre mais avec une discussion sur le contrat en cas de transfert. Le 21 mai 2002, la franchise retire son offre et classe Lytle comme un unrestricted free agent (agent libre toujours dans une équipe, transférable sans problème).

#### Fin de Carrière
Après avoir été libéré par les Panthers, Lytle se tourne vers les Ravens de Baltimore et signe lors du camp d'entraînement le 23 juillet 2003, mais n'arrive pas à intégrer l'équipe pour la saison 2003. Il est remercié le 25 août 2003.
Le 23 novembre 2003, Matt Lytle signe avec les Crush du Colorado, évoluant en Arena Football League. Il n'est pas présent lors de l'ouverture de la saison et est licencié le 2 février 2004 au profit de Jose Davis et John Dutton.